# سلافيسا جيرميتش
سلافيسا جيرميتش هو لاعب كرة قدم صربي في مركز الوسط، ولد في 15 فبراير 1983 في بلغراد في صربيا. لعب مع راد بيوغراد وملادوست لوتشاني ونادي أوبليتش ونادي بياترا نيامتس ونادي رابوتنيتشكي.

## وصلات خارجية
- سلافيسا جيرميتش على موقع قاعدة بيانات كرة القدم.إي يو (الإنجليزية)
- سلافيسا جيرميتش على موقع Soccerway.com (الإنجليزية)